# Neuer Jüdischer Friedhof (Nowy Sącz)
Koordinaten: 49° 37′ 58,8″ N, 20° 41′ 24″ O

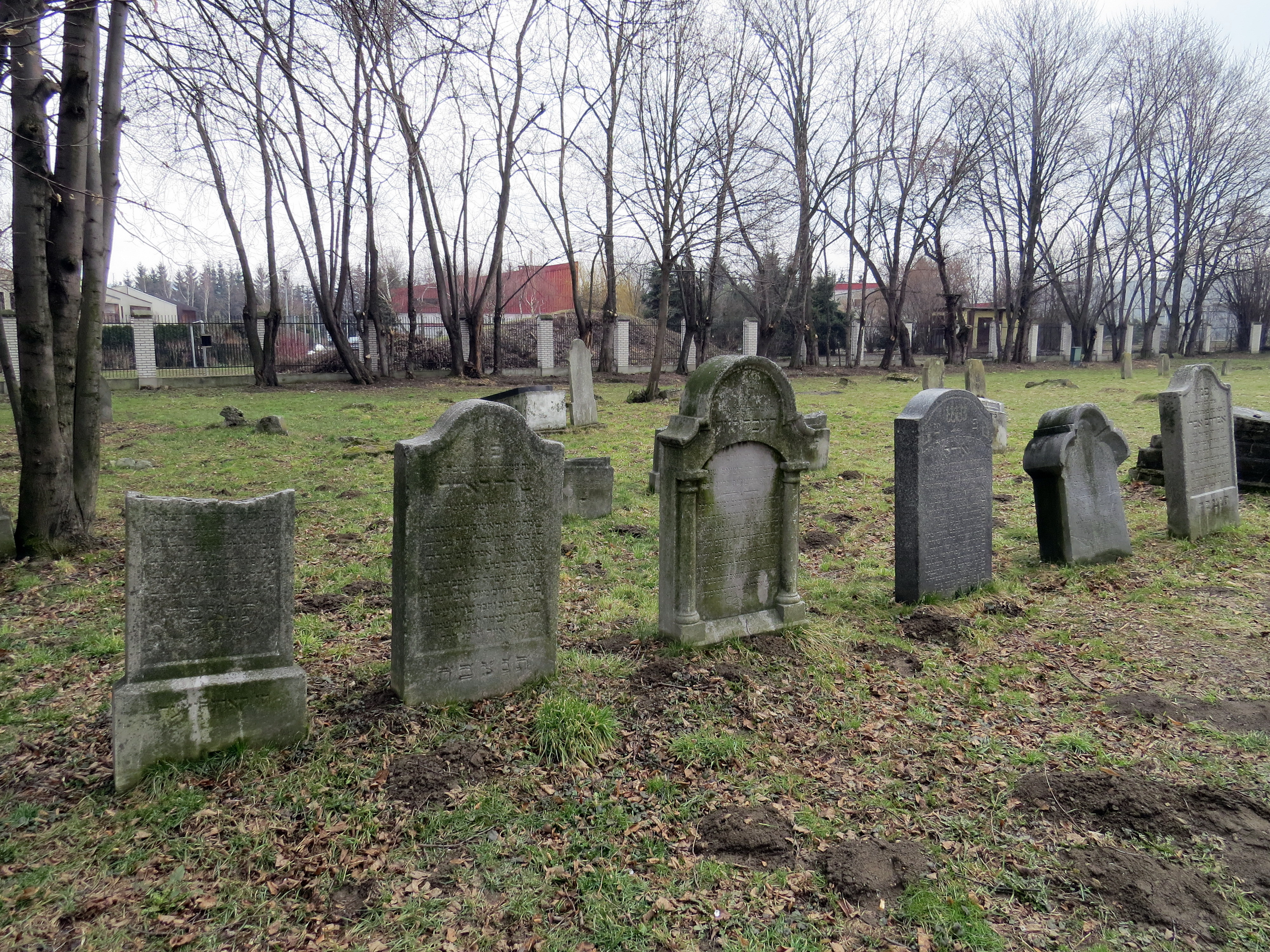
Neuer jüdischer Friedhof in Nowy Sącz

Der Neue Jüdische Friedhof Nowy Sącz liegt in der südpolnischen Stadt Nowy Sącz (deutsch: Neu Sandez) in der Woiwodschaft Kleinpolen.
Während des Zweiten Weltkrieges wurde der Friedhof weitgehend zerstört, die meisten Grabsteine wurden entfernt. Auf einer Fläche von 3.2 ha sind etwa 200 Grabsteine erhalten.